# Петриченко, Константин Никифорович
Константи́н Ники́форович Петриче́нко (21 мая 1915, Рыжановка — 4 февраля 1995, Москва) — советский кинооператор игрового кино. Заслуженный деятель искусств РСФСР (1974).

## Биография
Родился 21 мая 1915 года в селе Рыжановка (ныне Звенигородский район Черкасской области Украины). С 1930 по 1934 год работал электромонтёром, осветителем и техником на разных предприятиях. 
После окончания операторского факультета ВГИКа в 1939 году был распределён на Киевскую киностудию, где в качестве ассистента оператора работал в съёмочных группах: «Ветер с востока» (1940), «Александр Пархоменко» (1942). В годы войны как второй оператор — на Ташкентской киностуди («Человек № 217» (1944)).
С 1945 года — на «Мосфильме».
В качестве второго оператора принимал участие в фильмах: «Клятва» (1946), «Весна» (1947), «Сталинградская битва» (1949), «Садко» (1952).
Как оператор-постановщик дебютировал совместно с Константином Бровиным фильмом-спектаклем «Нахлебник» (1953).

Могила К. Н. Петриченко на Кунцевском кладбище,
фото 2014 года

Член Союза кинематографистов СССР (Москва).
Скончался 4 февраля 1995 года. Похоронен на Кунцевском кладбище (участок № 10).

### Семья
Первая жена (с 1953 по 1965 год) — Мышкова, Нинель Константиновна (1926—2003), актриса театра и кино, дочь генерал-лейтенанта артиллерии К. Р. Мышкова (1893—1942);
- Сын — Константин Константинович Петриченко (род. 1954), дипломат, выпускник МГИМО, бывший пресс-атташе посольства РФ во Франции (1986—1993)[10], советник Информационного управления Президента Российской Федерации, функционер партии «Единая Россия»[11][12][13].

Вторая жена (с 1979 года) — Миронова Ольга Леонидовна (1934—2020).

## Фильмография

### Оператор
- 1953 — Нахлебник (фильм-спектакль; совместно с К. Бровиным)
- 1956 — Безумный день
- 1957 — К Чёрному морю
- 1959 — Муму
- 1960 — Алёшкина любовь
- 1961 — В мире танца (фильм-балет)
- 1962 — Капроновые сети
- 1965 — 26 бакинских комиссаров
- 1966 — Сказки русского леса
- 1968 — Любовь Серафима Фролова
- 1968 — Люди на Ниле (совместно с А. Шеленковым и И. Чен)
- 1973 — Эта весёлая планета
- 1976 — Мама (совместно с И. Маринеску)
- 1978 — Любовь моя, печаль моя
- 1980 — Концертная фантазия (короткометражный)
- 1982 — Домой!
- 1985 — Один день «Мосфильма» (документальный)

### Оператор комбинированных съёмок
- 1954 — Опасные тропы (совместно с В. Алексеевой)

### Сценарист
- 1961 — В мире танца (фильм-балет; совм. с А. Антокольским, С. Владимирским, Ф. Мустафаевым, Р. Тихомировым, Л. Шенгелией, М. Эсамбаевым, Л. Якобсоном)[14]

## Награды и звания
- Заслуженный деятель искусств РСФСР (28 марта 1974)[1][7].